# Mirko Raičević
Mirko Raičević (ur. 22 marca 1982 w Titogradzie) – czarnogórski piłkarz, występujący na pozycji pomocnika, reprezentant Czarnogóry.

## Kariera piłkarska

### Kariera klubowa
Wychowanek klubu Mladost Podgorica, a potem FK Obilić Belgrad. Swoją karierę rozpoczynał na wypożyczeniu w klubach Mladi Obilić Beograd i FK Žitorađa. W 2003 przeszedł do FK Budućnost Podgorica, gdzie grał pięć lat. Latem 2008 wyjechał do Ukrainy, gdzie podpisał 2 letni kontrakt z Zorią Ługańsk. 16 czerwca 2009 piłkarz nie zgadzając się z finansowymi propozycjami Zorii poprosił klub anulować kontrakt, na co klub dał zgodę. Następnie podpisał kontrakt z Czornomorcem Odessa. Ale podczas przerwy zimowej sezonu 2009/10 odeski klub zrezygnował z usług piłkarza i on powrócił na Bałkany. A w końcu zdecydował się na podpisanie kontraktu z Zakarpattia Użhorod w lutym 2010. Latem 2015 przeszedł do klubu Mladost Podgorica.

### Kariera reprezentacyjna
Dnia 24 marca 2004 roku zadebiutował w reprezentacji Czarnogóry w pierwszym historycznym meczu z drużyną Węgier. Łącznie rozegrał 3 gry reprezentacyjne.

## Sukcesy i odznaczenia

### Sukcesy klubowe
- mistrz Czarnogóry: 2008